# Socha Pieta (Chrudim)
Barokní pískovcová socha Piety pravděpodobně od chrudimského sochaře a kameníka Petra Filipa z druhé poloviny 18. století tvoří součást souboru sochařských děl instalovaných ma pískovcovém parapetu v Široké ulici v okresním městě Chrudim. Socha je od roku 1958 chráněna jako nemovitá kulturní památka ČR.

## Historie
Socha Piety byla v roce 1960 spolu s dalšími čtyřmi sochami světců přemístěna kvůli rozšíření Široké ulice na bývalý hřbitov u kostela svatého Michaela archanděla a v roce 1997 byla umístěna zpět na novodobý pískovcový parapet rampy v Široké ulici stoupající od mostu u muzea nad městským náhonem.

## Popis
Na nízkém hranolovém podstavci umístěném na nejvyšším místě novodobého pískovcového parapetu rampy u schodů vedoucích od Koželužského mlýna v Široké ulici stojí na vyšším pilíři zakončeném nahoře profilovanou římsou socha Piety v životní velikosti. Sedící Panna Marie drží na klíně tělo Ježíše Krista po jeho sejmutí z kříže. Panna Marie je oblečena do zřaseného šatu a má hlavu skloněnou k pravému rameni a její tvář je obrácená k nebi.